# Jason Richard Swallen
Jason Richard Swallen (1903 - 1991) was een botanicus en agrostoloog uit de Verenigde Staten.
Tussen 1936 tot 1946 behoorde hij tot de staf van het "Bureau of Plant Industry" van het Amerikaanse ministerie van Landbouw. In 1946 werd hij werkzaam bij de United States Botanic Garden en was sinds 1950 hoofdconservator van het herbarium, ter vervanging van Ellsworth Paine Killip.
Hij was verzamelaar van planten uit grote delen van het zuidwesten van de Verenigde Staten en in 1932 ook op het schiereiland Yucatan voor het verkrijgen van grassen in Quintana Roo, Tancah en Cozumel.
Het grassengeslacht Swallenia is ter ere van hem naar hem vernoemd.
- Author citation (botany): Swallen
- International Standard Name Identifier: 0000 0001 1545 2390
- Library of Congress Control Number: no2011022783
- Nederlandse Thesaurus van Auteursnamen: 296302570
- Système universitaire de documentation: 099061546
- Virtual International Authority File: 168575121
- WorldCat: E39PBJcwyDQ6jcyXRhBvchC84q